# Iatie
Iatie (también Yati'e; en árabe: يثيعة‎) fue una reina de las tribus árabes nómadas de Qedar que gobernó en los últimos años del siglo VIII a. C..
Yatie envió sus fuerzas, al mando de su hermano Baasqanu, en ayuda de Merodac-Baladan en su intento de apoderarse de Babilonia. Merodac-Baladan, el dirigente caldeo, era también apoyado por un ejército de Elam y todos juntos afrontaron a las fuerzas del rey asirio Senaquerib en su primera campaña en 703 a. C..
Los acontecimientos de la batalla constan en los anales de Senaquerib, que mencionan a Yatie, "reina de los árabes", y la captura de su hermano Baasqanu en la batalla. Israel Eph'al escribe que esta es la primera mención en documentos asirios de los árabes como un elemento étnico en Babilonia. Yatie había sido precedida por Samsi y fue sucedida por la reina Te'el-hunu.